# Causse
Pour la commune homonyme, voir Causses-et-Veyran.
Pour les articles homonymes, voir Causse (homonymie).

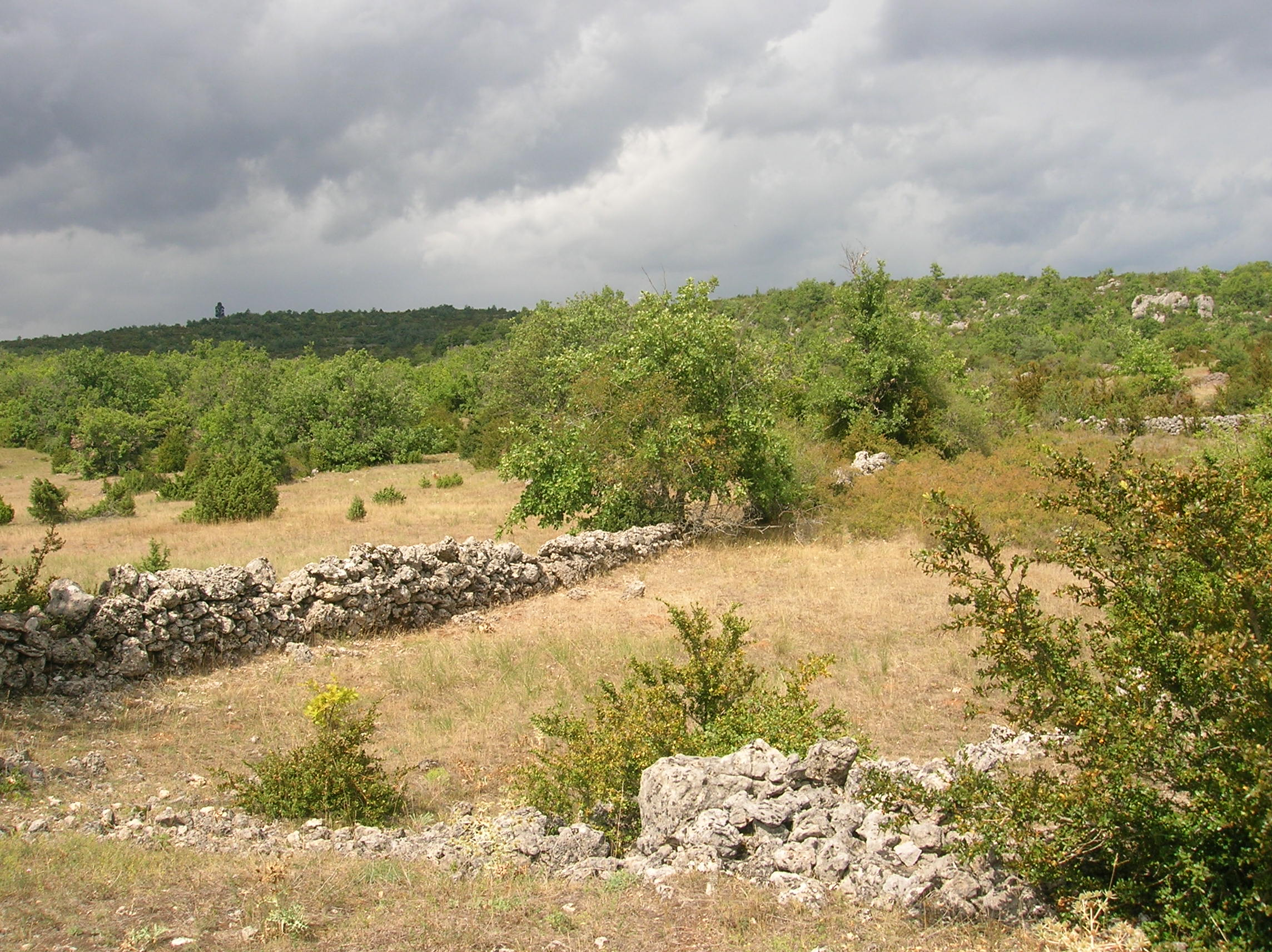
Paysage du Larzac.

Un causse est un plateau karstique fortement érodé caractéristique des auréoles sédimentaires du sud et de l'ouest du Massif central français et dont les habitants sont dénommés caussenards. Ce toponyme orographique, au sens agraire et paysager, provient de l'occitan.

## Définition agraire

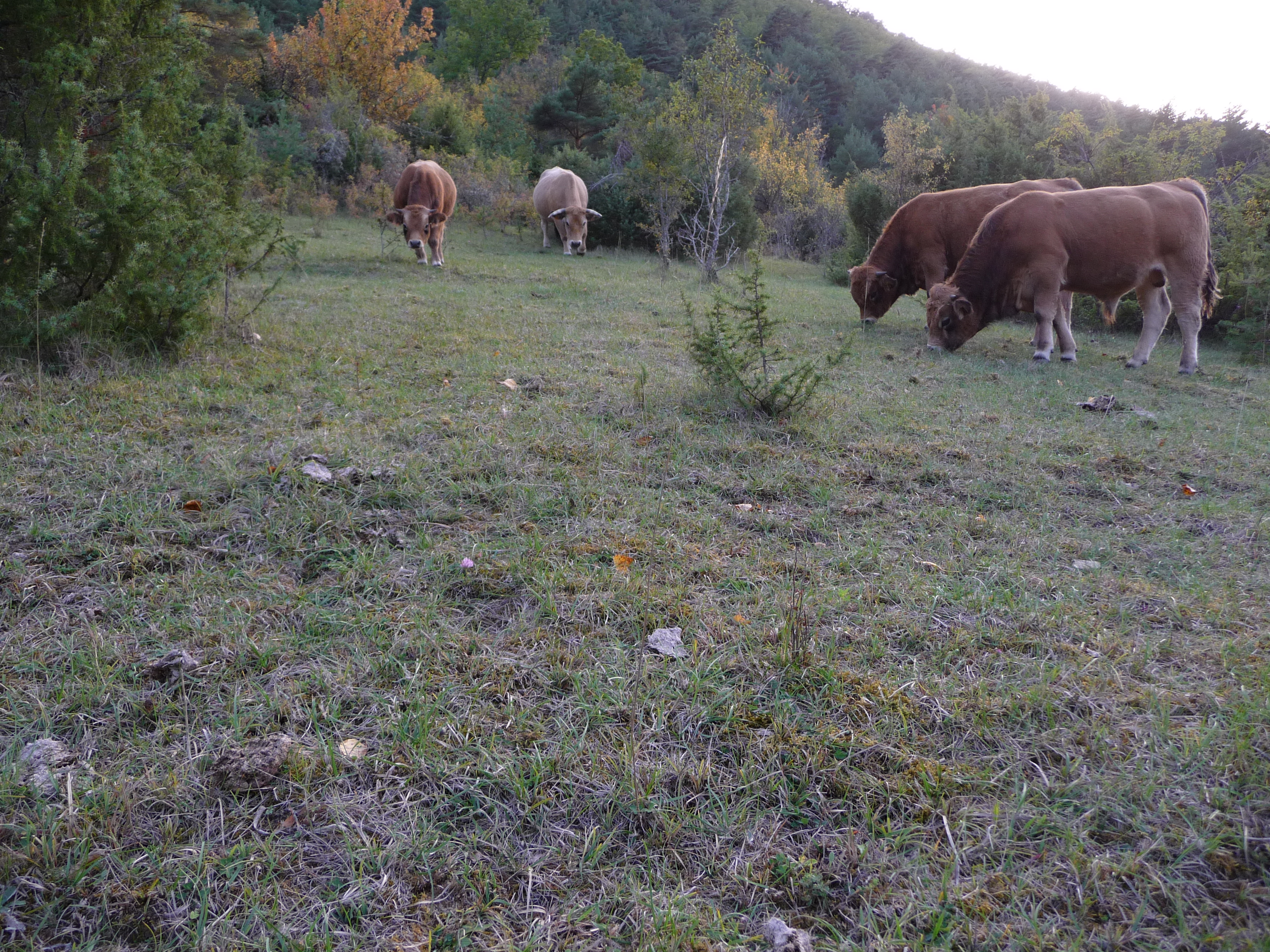
Bovins aubrac pâturant du « causse » au pied du Larzac.

Le terme languedocien « causse », usité dans ces pays montagneux, a un sens agraire, paysan. Il désigne, sur les parties sommitales et les versants, des étendues de rendosols xériques peu épais dont la roche-mère est parfois affleurante. Ces rendosols sont recouverts de pelouses naturelles et peuvent s'étoffer, dans les zones formant cuvette, de dolines (sotchs en dialecte languedocien) fertiles, voire d'ouvalas de tailles variables plus ou moins arables. Ces zones propices sont valorisées par la mise en culture de certaines céréales comme le froment, le triticale et l'orge ainsi que par celle de certains oléagineux comme le colza et de certaines légumineuses comme la luzerne.
Dans l'ensemble des Grands Causses, les étendues agraires culturellement dévolues au pastoralisme sont essentiellement destinées à l'élevage laitier extensif, l'ovin (AOC AOP roquefort et pérail), ainsi que dans une moindre mesure à l'élevage bovin (AOC AOP bleu des causses) et caprin (AOC AOP pélardon et rocamadour). L'élevage extensif pour la viande est aussi partout présent avec une production de broutards ovins et bovins.

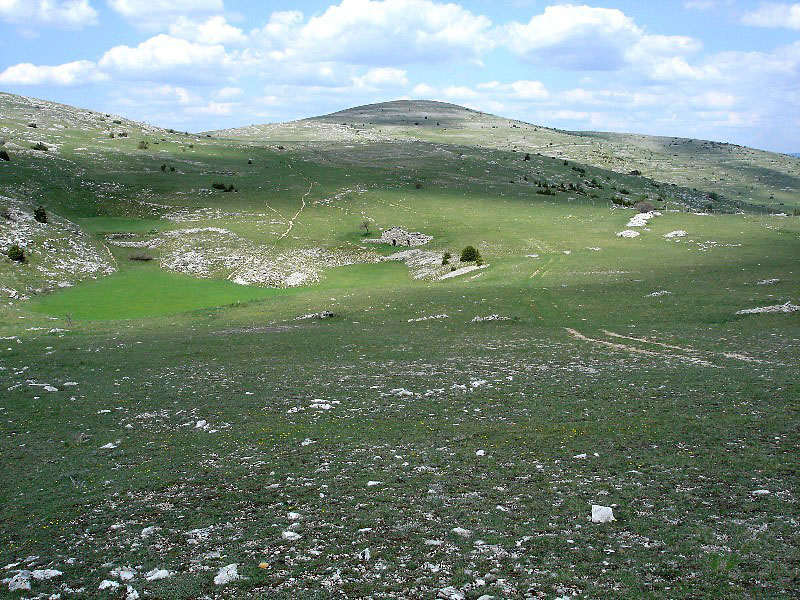
Le mont Gargo (1247 m) et une petite doline verdoyante en bas à gauche (causse Méjean).

## Étymologie
Le terme causse vient de l'occitan Cauce, issu du latin calx : la chaux .
Dans l'encyclopédie de méthodologie agricole de 1791 de Henri-Alexandre Tessier : « causse : nom que l'on donne à Rhodès (Rodez en français actuel), en Rouergue, à un canton principalement destiné au froment, et qui est plus ou moins élevé au-dessus des vallons ».
« Le froment n'est cultivé que sur les causses ou terrains argilo-calcaires rougeâtres ».
« On écrit de Florac.....on dit que sur nos causses, il y a 1,5 m de neige ».

## Causses du Massif central

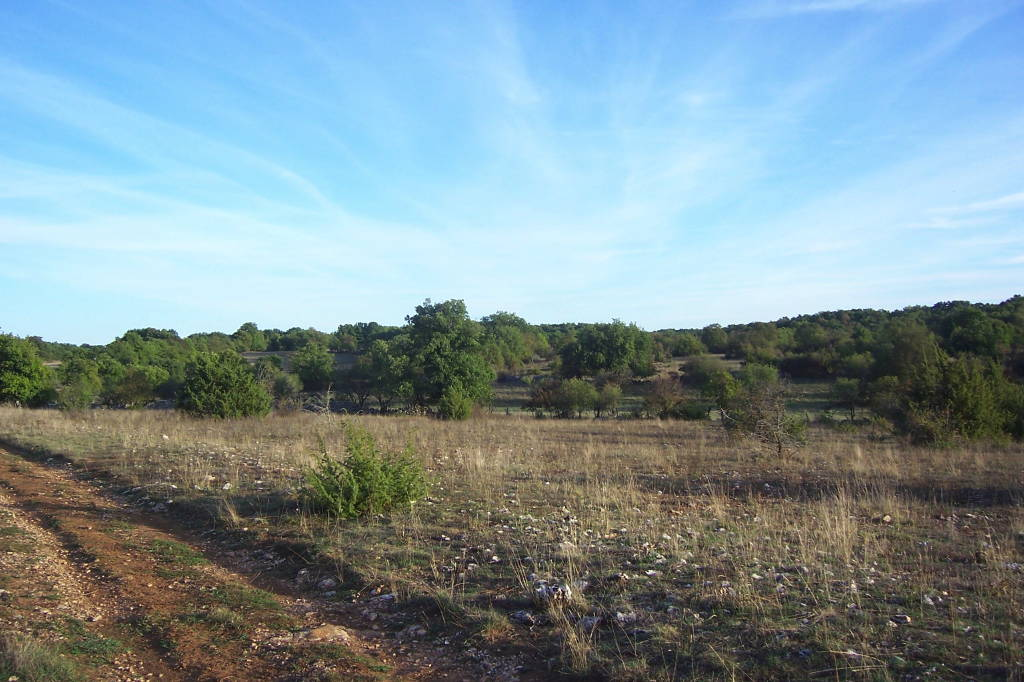
Vue du causse de Gramat, à l'est de Montfaucon, dans le Lot.

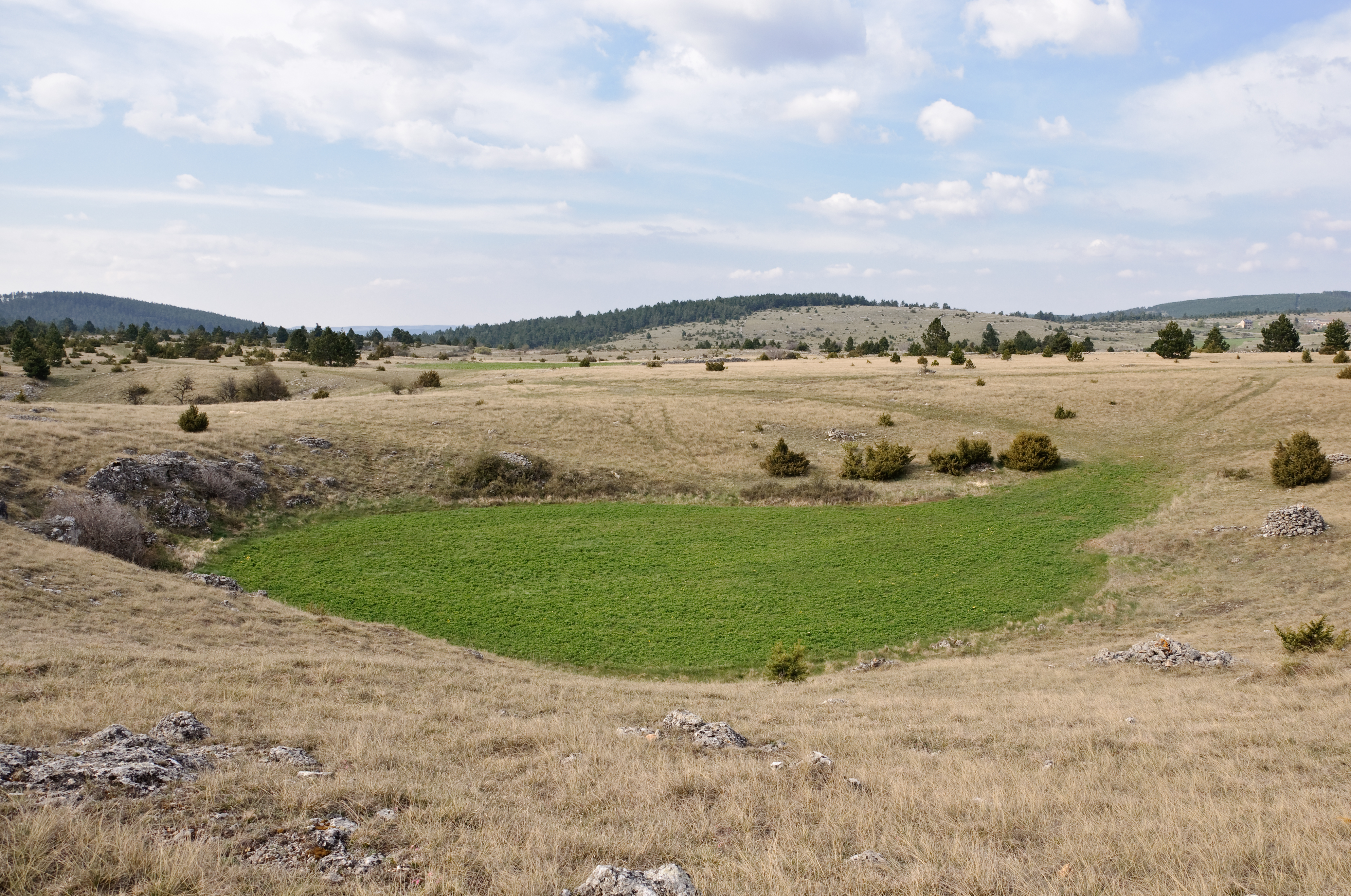
Doline sur le causse de Sauveterre, en Lozère.

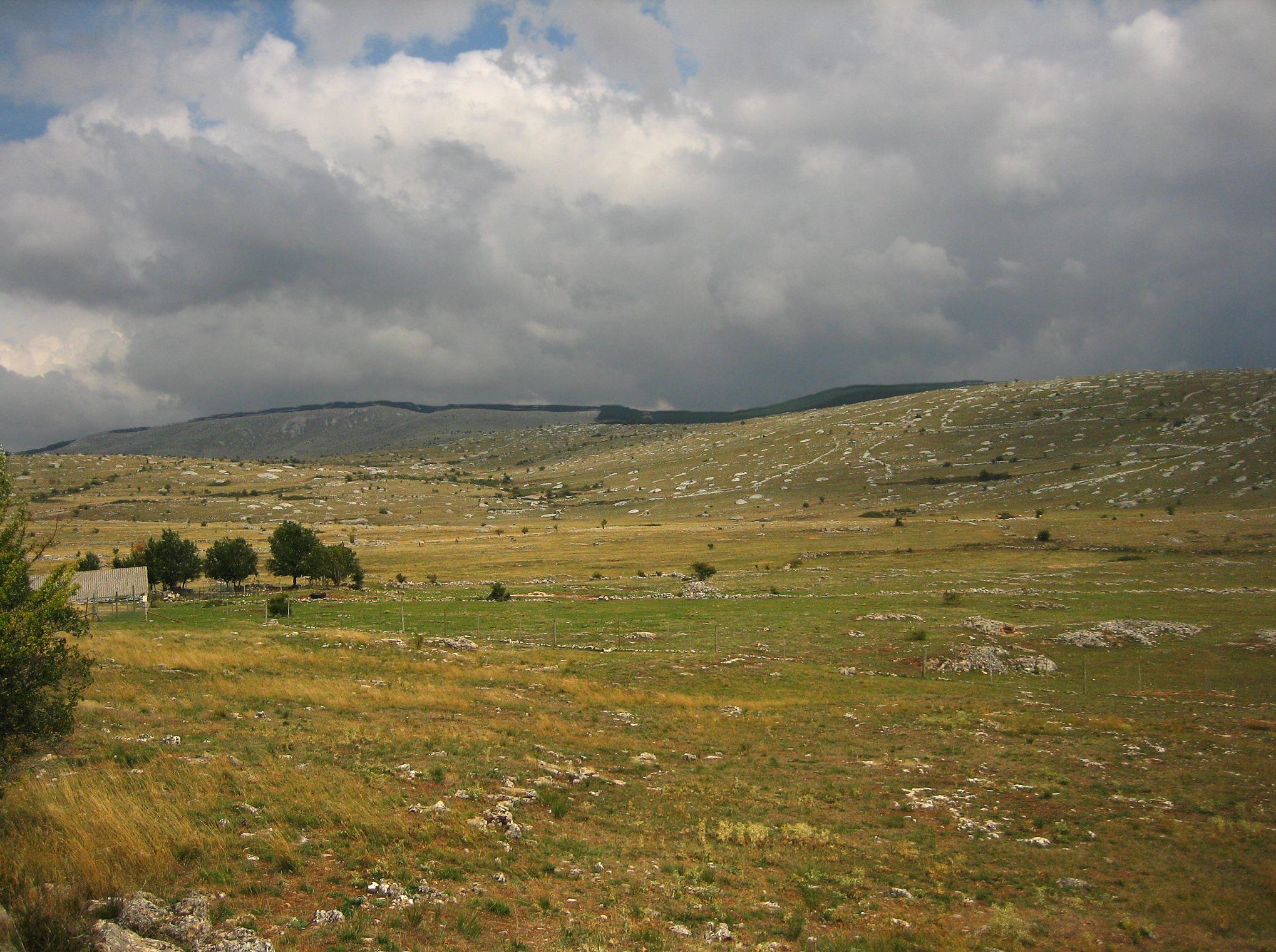
Causse Méjean, le plus grand plateau calcaire dans le Massif central, 348 km2.

Du nord-ouest au sud-est, on trouve successivement :
- les causses du Quercy composés :
  - du causse de Martel (Lot) appelé causse corrèzien en Corrèze,
  - du causse de Gramat (Lot),
  - du causse de Saint-Chels (Lot),
  - du causse de Limogne (Lot et Tarn-et-Garonne),
  - du causse de Villeneuve (Aveyron),
  - du causse de Caylus (Tarn-et-Garonne).
- les Grands Causses composés :
  - du causse Comtal (Aveyron),
  - du causse de Sévérac (Aveyron et Lozère),
  - du causse de Sauveterre (Lozère),
  - du causse Méjean (Lozère),
  - du causse Noir  (Aveyron, Gard et Lozère),
  - du causse Rouge (Aveyron),
  - du causse du Larzac  (Aveyron, Gard et Hérault),
- autres causses mineurs :
  - causse de Blandas (Gard),
  - causse de Campestre (Gard) et
  - causse de Mende (Lozère), avec son mont Mimat.

Plusieurs fractions territoriales de ces causses sont classées Natura 2000.
Dans la continuation méridionale géologique et géographique du causse du Larzac se trouvent les « petits causses » : causse de la Selle, causse d'Aumelas, Causses-et-Veyran, etc. (Hérault), de moindre altitude.
Diverses subdivisions ou prolongements de causses "principaux" prennent des noms spécifiques : causse de Magrou (zone du causse de Caylus sur la rive gauche de l'Aveyron), causse de Larroque (sur le causse de Saint-Chels), etc.

## Causses extérieurs au Massif central
En Périgord, les causses du Quercy se prolongent, à l'est du département de la Dordogne, par deux zones de causses de plus faible altitude (dépassant rarement 200 à 300 mètres), composées de calcaires jurassiques, préservées en tant que zones naturelles d'intérêt écologique, faunistique et floristique (ZNIEFF) :
- à l'extrême sud-est, le causse de Daglan[6], prolongement périgourdin du causse de Gramat.
- à l'est, un ensemble composé, du nord au sud, des causses de Savignac[7], de Cubjac[8], de Thenon[9] et de Terrasson[10], ce dernier n'étant autre que le prolongement périgourdin du causse de Martel.

On trouve également le causse de Tournon en Lot-et-Garonne, prolongeant le causse de Limogne. Ces zones correspondent à des plateaux calcaires représentant plus ou moins les contreforts des causses du Quercy.
Par extension, quelques zones planes calcaires cénozoïques portent le nom de "causses" : causse de Labruguière (Tarn), de la Rane (Castelnau-de-Montmiral, Tarn), de Lafigayrade (Castelnau-Montratier, Lot), etc.